# Fredrik Sterzel
Fredrik Albert Christian Sterzel, född 29 oktober 1934 i Stockholm, är en svensk jurist. Han är son till Fritz Sterzel.

## Biografi
Sterzel disputerade 1961 vid Uppsala universitet.
Han var därefter biträdande professor i Uppsala 1963–1974 och blev 1976 lagman i Svea hovrätt samt statssekreterare i Kommundepartementet från samma år. Han var senare justitieråd 1979–1980 samt 1987–1994.
Åren 1995–1999 var Sterzel professor i konstitutionell rätt vid Uppsala universitet.
Sterzel har givit ut skrifter om bland annat parlamentarismen.